# 189-я стрелковая дивизия (1-го формирования)
189-я стрелковая дивизия — воинское соединение Вооружённых Сил СССР, принимавшее участие в Великой Отечественной войне.

## Боевой путь
Была сформирована в марте — апреле 1941 года в Киевском Особом Военном Округе (КОВО). 22 июня 1941 года дивизия вошла в состав 55-го резервного стрелкового корпуса Юго-Западного фронта. Согласно Директиве СГК № 20466 от 24.06.1941, с 25 июня корпус был передан в непосредственное распоряжение Южного фронта.
25 июня 1941 года дивизия находилась в районе Новой Ушицы, а утром 26 числа начала сосредотачиваться у села Маков. На следующий день она была назначена во фронтовой резерв и передислоцировалась в район Балина.
3 июля 189-я стрелковая дивизия осуществляла подготовку к обороне рубежа Смотрич — Гуков для прикрытия отхода 18-й армии на восточный берег Днестра. 10 июля дивизия занимала позиции в районе Дунаевцев. К 13 июля выведена в армейский резерв и к исходу дня сосредоточилась в районе лесов севернее Плебановки, готовясь выступить в район Винницы, чтобы войти в состав Юго-Западного фронта. Выступила в новый район сосредоточения 15 июля в 15:30.
17 июля 189-я стрелковая дивизия, уже влившись в состав 6-й армии Юго-Западного фронта, следовала в район Турбова, находясь в 2 часа ночи в районе Вороновицы.
К 15:00 18 июля дивизия сосредоточилась в районе Должек — Булай — Очеретно с задачей прикрывать направление Липовец — Винница, выдвинув передовой отряд в Погребище с целью удержания железнодорожной станции. Штаб дивизии находился в лесу западнее Должека.
19 июля 189-я стрелковая дивизия вела бой в районе Челновцев и Наказного. 20 июля 891-й стрелковый полк дивизии продолжал отражать атаки противника на левом фланге, ведя бой с мотомеханизированной группой немцев на восточной окраине Наказного. Был захвачен один пленный и пять грузовых машин. Остальные полки готовились к наступлению на Староживотов и Тетиев.
24 июля дивизия находилась на восточной окраине Староживотова, имея заслон на восточном берегу р. Роська у Животовки. Перед её фронтом на рубеже Стадница — Ситковцы — Бугаевка располагалась организованная оборона противника.
25 июля ударная группировка 6-й армии в 6:30 утра перешла в наступление в направлении Дубровки, затем повернув фронт для нанесения удара на Жашков. 189 сд заняла безымянную высоту, расположенную в 1.5 км севернее высоты 260.9, и южные скаты высоты 261.2, имея при этом заслон до роты фронтом на северо-запад.
2 августа немецкая танковая группа Клейста соединились с 17-й армией, взяв в окружение части Юго-Западного и Южного фронтов. Дивизия погибла в данном окружении в начале августа 1941 года. 19 сентября была расформирована как погибшая.
Командир дивизии А. Чичканов оказался в немецком тылу и остался проживать на оккупированной территории. Впоследствии он был арестован и 21 августа 1952 года осуждён по статье 193-17 «а» УК на 10 лет лишения свободы. В 1953 году реабилитирован.

## Состав
- 864-й стрелковый полк
- 880-й стрелковый полк
- 891-й стрелковый полк
- 431-й артиллерийский полк
- 433-й гаубичный артиллерийский полк
- 79-й отдельный истребительно-противотанковый дивизион
- 89-й отдельный зенитный артиллерийский дивизион
- 269-й разведывательный батальон
- 366-й сапёрный батальон
- 621-й отдельный батальон связи
- 100-й медико-санитарный батальон
- 216-я отдельная рота химзащиты
- 122-й автотранспортный батальон
- 254-й полевой автохлебозавод
- 727-я полевая почтовая станция
- 536-я полевая касса Госбанка

## Командиры
- Чичканов Александр Семёнович (14 марта — 19 сентября 1941 года), комбриг.

## Подчинение
| Дата          | Фронт (округ)      | Армия      | Корпус (группа)        |  |
| ------------- | ------------------ | ---------- | ---------------------- |  |
| 22.06.1941    | Юго-Западный фронт |            | 55-й стрелковый корпус |  |
| 25.06.1941    | Южный фронт        |            | 55-й стрелковый корпус |  |
| _.06.1941     | Южный фронт        | 18-я армия | 55-й стрелковый корпус |  |
| на 10.07.1941 | Южный фронт        | 18-я армия | 17-й стрелковый корпус |  |
| _.07.1941     | Юго-Западный фронт | 6-я армия  |                        |  |
| 25.07.1941    | Южный фронт        | 6-я армия  |                        |  |